# Jean-Baptiste Berger
Jean-Baptiste Marie Philippe Berger, né le 6 juin 1864 à la paroisse Sainte-Madeleine à Paris et décédé à l'âge de 26 ans le 18 janvier 1891 à Tokyo, est un missionnaire français des missions étrangères de Paris.
Après des études classiques à la petite communauté d'Issy, Berger entre laïc au séminaire des missions étrangères le 6 septembre 1883 et est ordonné prêtre le 24 septembre 1887. Il part pour le Japon le 30 novembre 1887 et s'installe à Sendaï. En octobre 1890, il se rend à Tokyo afin d'apprendre l'anglais. C'est à ce moment que survient une épidémie de grippe et Berger assiste les malades à l'orphelinat de Sekiguchi. Mais il contracte la maladie et revient à l'évêché de Tsukiji où il meurt le 18 janvier 1891. Il est enterré au cimetière d'Aoyama.